# Système de santé du Rwanda
 (juin 2025).
La mise en forme du texte ne suit pas les recommandations de Wikipédia : il faut le « wikifier ».
Les points d'amélioration suivants sont les cas les plus fréquents. Le détail des points à revoir est peut-être précisé sur la page de discussion.
- Les titres sont pré-formatés par le logiciel. Ils ne sont ni en capitales, ni en gras.
- Le texte ne doit pas être écrit en capitales (les noms de famille non plus), ni en gras, ni en italique, ni en « petit »…
- Le gras n'est utilisé que pour surligner le titre de l'article dans l'introduction, une seule fois.
- L'italique est rarement utilisé : mots en langue étrangère, titres d'œuvres, noms de bateaux, etc.
- Les citations ne sont pas en italique mais en corps de texte normal. Elles sont entourées par des guillemets français : « et ».
- Les listes à puces sont à éviter, des paragraphes rédigés étant largement préférés. Les tableaux sont à réserver à la présentation de données structurées (résultats, etc.).
- Les appels de note de bas de page (petits chiffres en exposant, introduits par l'outil «  Source ») sont à placer entre la fin de phrase et le point final[comme ça].
- Les liens internes (vers d'autres articles de Wikipédia) sont à choisir avec parcimonie. Créez des liens vers des articles approfondissant le sujet. Les termes génériques sans rapport avec le sujet sont à éviter, ainsi que les répétitions de liens vers un même terme.
- Les liens externes sont à placer uniquement dans une section « Liens externes », à la fin de l'article. Ces liens sont à choisir avec parcimonie suivant les règles définies. Si un lien sert de source à l'article, son insertion dans le texte est à faire par les notes de bas de page.
- La présentation des références doit suivre les conventions bibliographiques. Il est recommandé d'utiliser les modèles {{Ouvrage}}, {{Chapitre}}, {{Article}}, {{Lien web}} et/ou {{Bibliographie}}. Le mode d'édition visuel peut mettre en forme automatiquement les références.
- Insérer une infobox (cadre d'informations à droite) n'est pas obligatoire pour parachever la mise en page.

Pour une aide détaillée, merci de consulter Aide:Wikification.
Si vous pensez que ces points ont été résolus, vous pouvez retirer ce bandeau et améliorer la mise en forme d'un autre article.
les soins de santé au Rwanda ont connu une nette amélioration au cours des dernières décennies. Le pays dispose aujourd’hui d’un système de de santé universel, considéré comme l’un des plus performants du continent africain

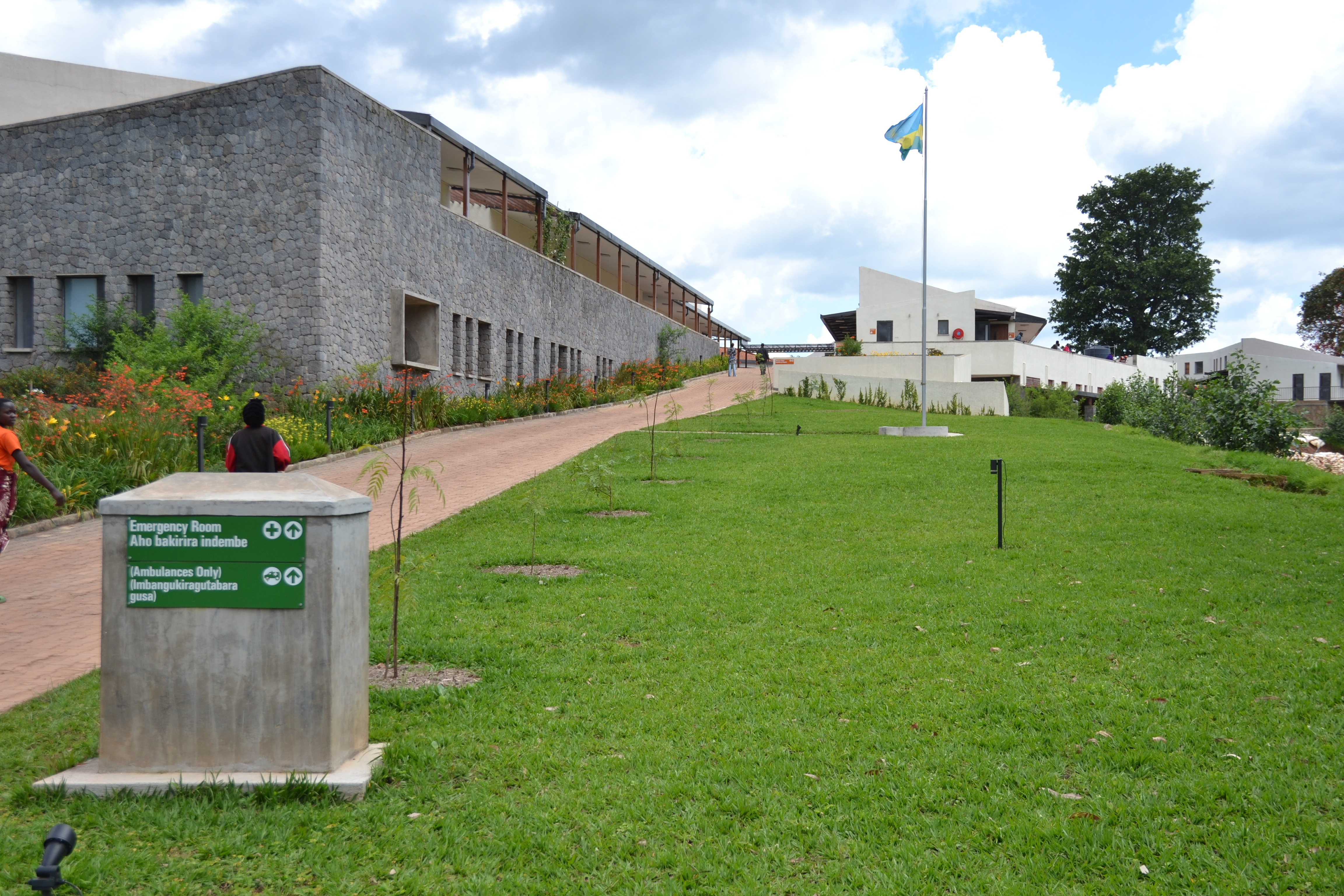
Hôpital Butaro à Burera, Province du Nord

.

## Histoire
Dans la période post-génocide, le Rwanda a dû relever d'importants défis pour reconstruire son système de santé et relancer son économie. Depuis, le pays a réussi à bâtir l’un des systèmes de santé les plus performants de la région. En 2008, le gouvernement consacrait 9,7 % des dépenses nationales aux soins de santé, contre seulement 3,2 % en 1996.

## Système d'assurance maladie
L’assurance maladie est devenue obligatoire pour tous les individus en 2008[1]. En 2010, plus de 90 % de la population était déjà couverte[1], et en 2012, seulement environ 4 % des personnes n’étaient pas assurées.
Le président Kagame a fait des soins de santé l’une des priorités du programme de développement Vision 2020, augmentant les dépenses de santé à 6,5 % du produit intérieur brut en 2013, contre 1,9 % en 1996. Le gouvernement a délégué le financement et la gestion des soins de santé aux communautés locales par le biais d’un système de mutuelles de santé. Celles-ci ont été testées en 1999, puis étendues à l’échelle nationale au milieu des années 2000, avec le soutien de partenaires internationaux au développement. Les mutuelles sont détenues et gérées au niveau des trente districts du Rwanda. Des régimes d’assurance maladie distincts existent pour les fonctionnaires et les militaires.
En 2014, plus de 90 % de la population était couverte par ce régime. Le gouvernement a également mis en place plusieurs établissements de formation, notamment l’Institut de Santé de Kigali (KHI), fondé en 1997, qui fait aujourd’hui partie de l’Université du Rwanda.
Par ailleurs, en 2005, le président Kagame a lancé l’Initiative présidentielle contre le paludisme, destinée à acheminer dans les zones rurales les équipements essentiels à la prévention de cette maladie, tels que des moustiquaires et des médicaments.
Le Rwanda suit un modèle de soins de santé universels, reposant sur les mutuelles de santé, un système d’assurance communautaire. Dans ce cadre, les résidents d’une zone contribuent à un fonds de santé local en payant des primes, qu’ils peuvent ensuite utiliser lorsqu’ils ont besoin de soins. Ce système applique une tarification progressive : les plus démunis sont exemptés de paiement, tandis que les citoyens les plus aisés doivent verser des primes plus élevées et assumer une partie des frais de traitement.
En 2012, environ 45 % du financement du système provenait du paiement des primes, le reste étant assuré par des fonds publics et des donateurs internationaux.

## Qualité
Parmi eux, l’hôpital King Faisal est le plus avancé. Géré selon un modèle à but lucratif par le gouvernement, il fait néanmoins partie du système national d’assurance maladie et accepte les patients orientés par d’autres hôpitaux et cliniques. Cet établissement est le mieux équipé du pays, disposant d’un scanne , d’une IRM , de deux machines de dialyse et d’un large éventail de services chirurgicaux.
Les cliniques du Rwanda sont dotées de matériel médical de base ainsi que d’une armoire contenant les médicaments essentiels. Les hôpitaux de district offrent des services chirurgicaux de base et comptent chacun au moins 15 médecins. Les patients nécessitant des soins plus avancés ou spécialisés sont orientés vers l’un des quatre hôpitaux nationaux de référence. Le pays dispose également de cinq centres de traitement du cancer : le Centre du cancer du Rwanda à l'hôpital de Butaro, ainsi que des unités spécialisées dans chacun des quatre hôpitaux nationaux de référence.

## Dotation en personnel
Un réseau de 58 286 agents de santé communautaires assure la prestation de soins de santé primaires et l’orientation des patients dans 14 837 villages.[réf. nécessaire]
Le Rwanda fait face à une pénurie de professionnels de la santé, avec seulement 0,84 médecin, infirmier ou sage-femme pour 1 000 habitants en 2013. Programme des Nations Unies pour le développement(PNUD) suit les progrès du pays en matière de santé dans le cadre  les Objectifs du millénaire pour le développement(OMD), notamment les objectifs 4 à 6, qui portent sur les soins de santé.[réf. nécessaire]
Selon un rapport intermédiaire du PNUD publié en 2015, le Rwanda n'était pas en bonne voie pour atteindre l’objectif 4, relatif à la réduction de la mortalité infantile, bien que celle-ci ait « chuté de façon spectaculaire ». En revanche, le pays réalisait « de bons progrès » vers l’objectif 5, qui vise à réduire de trois quarts le taux de mortalité maternelle. Quant à l’objectif 6, concernant la lutte contre le VIH/sida, il n’était pas encore atteint, la prévalence du VIH n’ayant pas commencé à diminuer.
Le Rwanda participe à un programme de sept ans, lancé en 2013, qui implique des centaines d’enseignants médicaux et de cliniciens issus de 25 institutions médicales américaines, parmi lesquelles la Harvard Medical School, la Yale Medical School et la Duke Medical Schoo. Ces experts forment le personnel médical rwandais et mettent en place des programmes de formation et de résidence. Au terme de ces sept années, ces programmes seront entièrement gérés par le gouvernement rwandais, avec ses propres enseignants, cliniciens et budget. Cette initiative vise également à améliorer la qualité des soins grâce à une formation renforcée.